# Mit Fædreland, min Kærlighed
|  | Denne artikel er oprettet af botten PalnaBot ud fra en ekstern database. Den kan derfor have sproglige fejl eller mangler. Denne skabelon kan fjernes efter kontrol af indholdet. |

Mit Fædreland, min Kærlighed er en film fra 1915 instrueret af Robert Dinesen efter manuskript af Fritz Magnussen.